# Sterrhinae
Sous-famille
Les Sterrhinae sont une sous-famille de lépidoptères (papillons) de la famille des Geometridae.

## Systématique
La sous-famille a été décrite par l'entomologiste britannique Edward Meyrick en 1892.

### Taxinomie
Liste des tribus
- Cosymbiini
- Cyllopodini
- Rhodometrini
- Rhodostrophiini
- Scopulini
- Sterrhini
- Timandrini

Liste des genres
N.B. : cette liste est peut-être incomplète.
- Acratodes Guénée, 1857.
- Anisodes Guenée in Boisduval & Guenée, 1857
- Anthometra Boisduval, 1840.
- Apostates Warren, 1897.
- Brachyglossina Wagner, 1914.
- Casilda Agenjo, 1952.
- Cinglis Guénée, 1857.
- Cleta Duponchel, 1845.
- Cyclophora Hübner, 1822.
- Dithalama Meyrick, 1888
- Dithecodes Warren, 1900.
- Emmiltis Hübner, 1825.
- Euacidalia Packard, 1873.
- Eumacrodes Warren, 1905.
- Glossotrophia Prout, 1913.
- Haematopis Hübner, 1823.
- Holarctias Prout, 1913.
- Idaea Treitschke, 1825.
- Leptostales Möschler, 1890.
- Limeria Staudinger, 1892.
- Lobocleta Warren, 1906.
- Lophosis Hulst, 1896.
- Oar Prout, 1913.
- Ochodontia Lederer, 1853.
- Odontoptila Warren, 1897.
- Paota Hulst, 1896.
- Pigia Guénée, 1857.
- Pleuroprucha Möschler, 1890.
- Problepsis Lederer, 1853.
- Protoproutia McDunnough, 1939.
- Pseudocinglis Hausmann, 1993.
- Ptychamalia Prout, 1932.
- Rhodometra Meyrick, 1892..
- Rhodostrophia Hübner, 1823.
- Scopula Schrank, 1802.
- Scopuloides Hausmann, 1993.
- Semaeopus Herrich-Schäffer, 1855.
- Somatina Guénée, 1858.
- Stigma Alphéraky, 1883.
- Timandra Duponchel, 1829.